# Anesteziologie a resuscitace

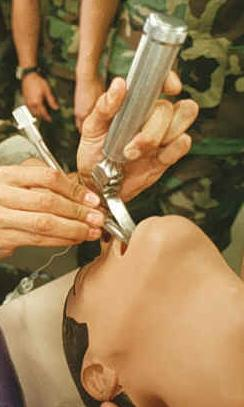
Intubace je jednou ze základních dovedností anesteziologa. Intubací je zajištěn přístup do dýchacích cest pacienta

Anesteziologie a resuscitace je základní lékařský obor, jehož náplní práce je především poskytování anesteziologické, resuscitační a intenzivní péče. Pracovní náplň oboru je realizována na anesteziologicko-resuscitačních odděleních (zkratka ARO) nebo klinikách (zkratka ARK, KARIP nebo KARIM = Klinika anesteziologie, resuscitace a intenzivní medicíny).

## Práce anesteziologů

### Anesteziologická péče
Anesteziologická péče představuje soubor výkonů, které umožňují operační výkony. Anesteziologickou péčí je především:
- příprava na vlastní výkon
- vedení anestezie během výkonu
- pooperační péče

### Anesteziologická příprava
Anesteziologický podíl v přípravě na výkon zahrnuje především přípravu pacienta na vedení anestezie a řešení případných komplikací s anestezií souvisejících. Anesteziolog konzultuje s příslušnými dalšími specialisty možná rizika vedení anestezie. Anesteziologické riziko se vyjadřuje kódem, např. kódem podle American Society of Anesthesiologists (ASA):
- ASA 1 – pacient bez komplikujícího onemocnění
- ASA 2 – lehké onemocnění bez omezení výkonnosti
- ASA 3 – závažné onemocnění omezující výkonnost
- ASA 4 – těžké onemocnění, které ohrožuje život nemocného v souvislosti s operací i bez této souvislosti
- ASA 5 – terminální stav s mimořádně nepříznivou (infaustní) prognózou bez závislosti na operaci

Nedílnou součástí přípravy je i premedikace. Premedikace spočívá v podání některých léků před vlastním výkonem s cílem omezit psychickou tenzi pacienta.

### Vedení anestezie během výkonu
Během výkonu řídí anesteziolog tlumení bolesti, tlumení vědomí a kontroluje a udržuje životní funkce pacienta. Podle provedení může být anestezie lokální nebo celková, obě do jisté míry kombinuje analgosedace.

### Pooperační péče
Anesteziolog se stará o životní funkce pacienta nejen během vlastního výkonu, ale i v období bezprostředně po tomto výkonu. Zde se anesteziologie částečně stýká s oborem intenzivní medicíny.

## Resuscitační péče
Nedílnou součástí anesteziologie je i péče o pacienty kriticky ohrožené akutním selháním životních funkcí. Ne náhodou představují právě anesteziologové značnou část lékařů ve vozidlech rychlé záchranné služby. Obor urgentní medicína, který se na tuto péči specializuje, je v České republice oborem navazujícím na obor anesteziologie a resuscitace.

## Specializační obory
Zaměřením a dalším rozvojem dílčích úkolů spadajících původně do oblasti anesteziologie a případně i dalších klinických oborů se vyčlenily další obory. Pro jejich vykonávání musí mít lékař nejprve atestaci z anesteziologie a resuscitace, popř. i z jiného oboru. Takovými obory jsou zejména:
- Algesiologie – zabývá se léčbou bolesti
- Intenzivní medicína – zabývá se péčí o pacienty v těžkém stavu
- Urgentní medicína – zabývá se řešením neodkladných kritických stavů